# نوبة الديام (يافع)

تعديل مصدري - تعديل

نوبة الديام هي إحدى قرى عزلة لبعوس بمديرية يافع التابعة لمحافظة لحج، بلغ تعداد سكانها 49 نسمة حسب تعداد اليمن لعام 2004.